# Emmanuel Amoos

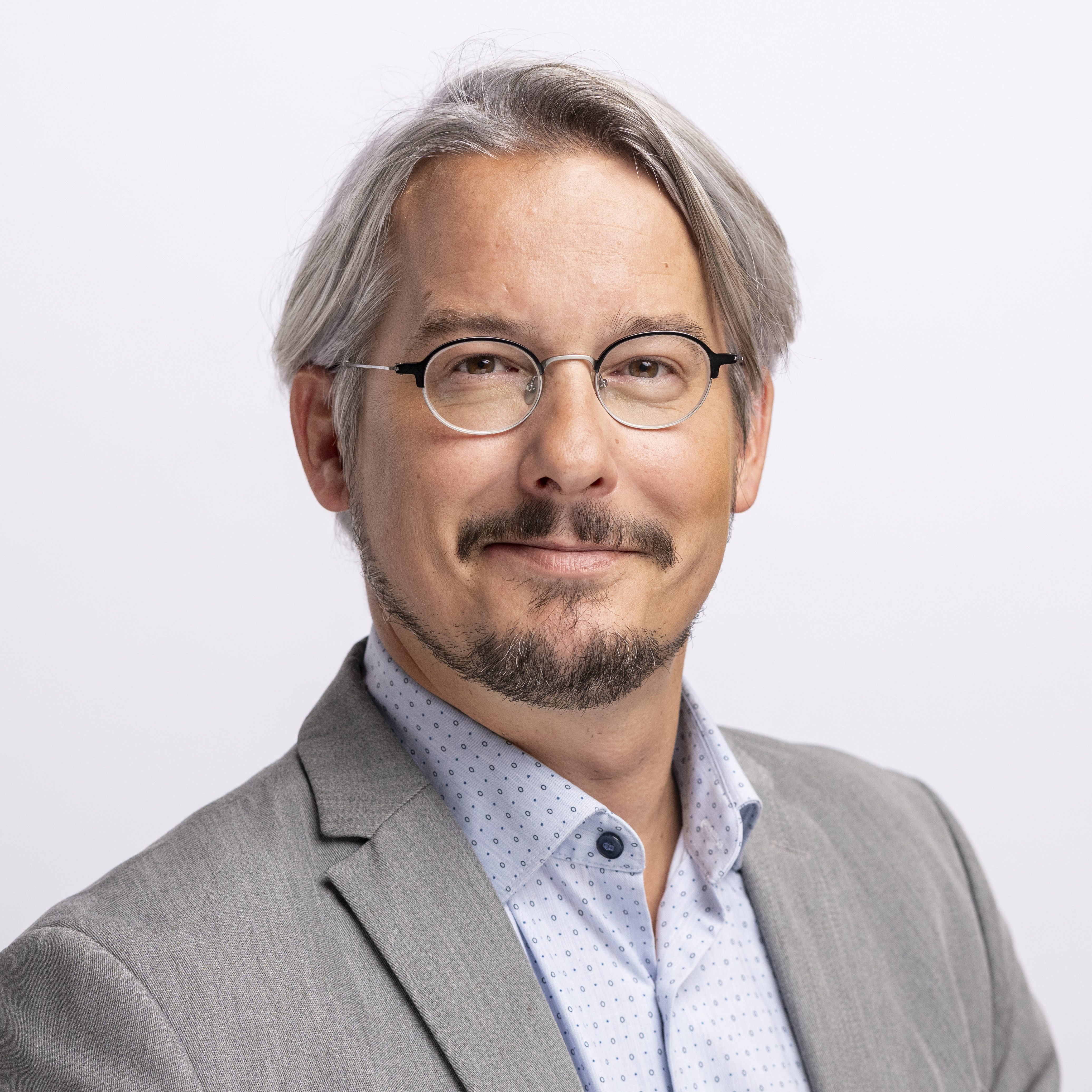
Emmanuel Amoos (2023)

Emmanuel Amoos (* 31. Juli 1980 in Siders; heimatberechtigt in Venthône) ist ein Schweizer Politiker (SP).

## Leben
Emmanuel Amoos studierte an der wirtschaftswissenschaftlichen Fakultät HEC der Universität Lausanne und ist Geschäftsführer der Sigmacom Telecom SA. Er ist verheiratet, Vater von zwei Kindern und lebt in Siders.

## Politik
Amoos war von 2009 bis 2020 Gemeinderat (Exekutive) von Venthône.
Von 2013 bis 2021 war Amoos Mitglied des Grossen Rates des Kantons Wallis. Er gehörte von 2013 bis 2019 der Finanzkommission und von 2019 bis 2021 der Kommission für Volkswirtschaft und Energie an.
2021 konnte Emmanuel Amoos für den zurückgetretenen Mathias Reynard in den Nationalrat nachrücken. Er ist Mitglied der Kommission für Wissenschaft, Bildung und Kultur.